# Justin Fashanu
Justinus Soni Fashanu, detto Justin (Londra, 19 febbraio 1961 – Londra, 2 maggio 1998), è stato un calciatore inglese, di ruolo attaccante.
È stato il primo calciatore professionista a dichiarare pubblicamente la propria omosessualità. Fu inoltre uno dei primi calciatori in assoluto, e il primo di colore, a essere stato venduto per un milione di sterline, con il suo passaggio dal Norwich City al Nottingham Forest nel 1981, e fino al ritiro nel 1997 ebbe come giocatore successi altalenanti.
Dopo essersi trasferito negli Stati Uniti, nel 1998 fu indagato dalla polizia quando un ragazzo diciassettenne lo accusò di molestia sessuale. Fu condannato, e il 3 aprile 1998 fu emesso un mandato d'arresto nella Contea di Howard del Maryland, sebbene avesse già lasciato il suo appartamento. Stando alla sua lettera di suicidio, temendo di non avere un processo equo per via della sua omosessualità, tornò in Inghilterra, dove si suicidò a Londra nel maggio seguente. Nella sua lettera di suicidio egli afferma che l'atto sessuale fu consensuale. Nel 2020, Fashanu fu inserito nella hall of fame del calcio inglese.

## Biografia

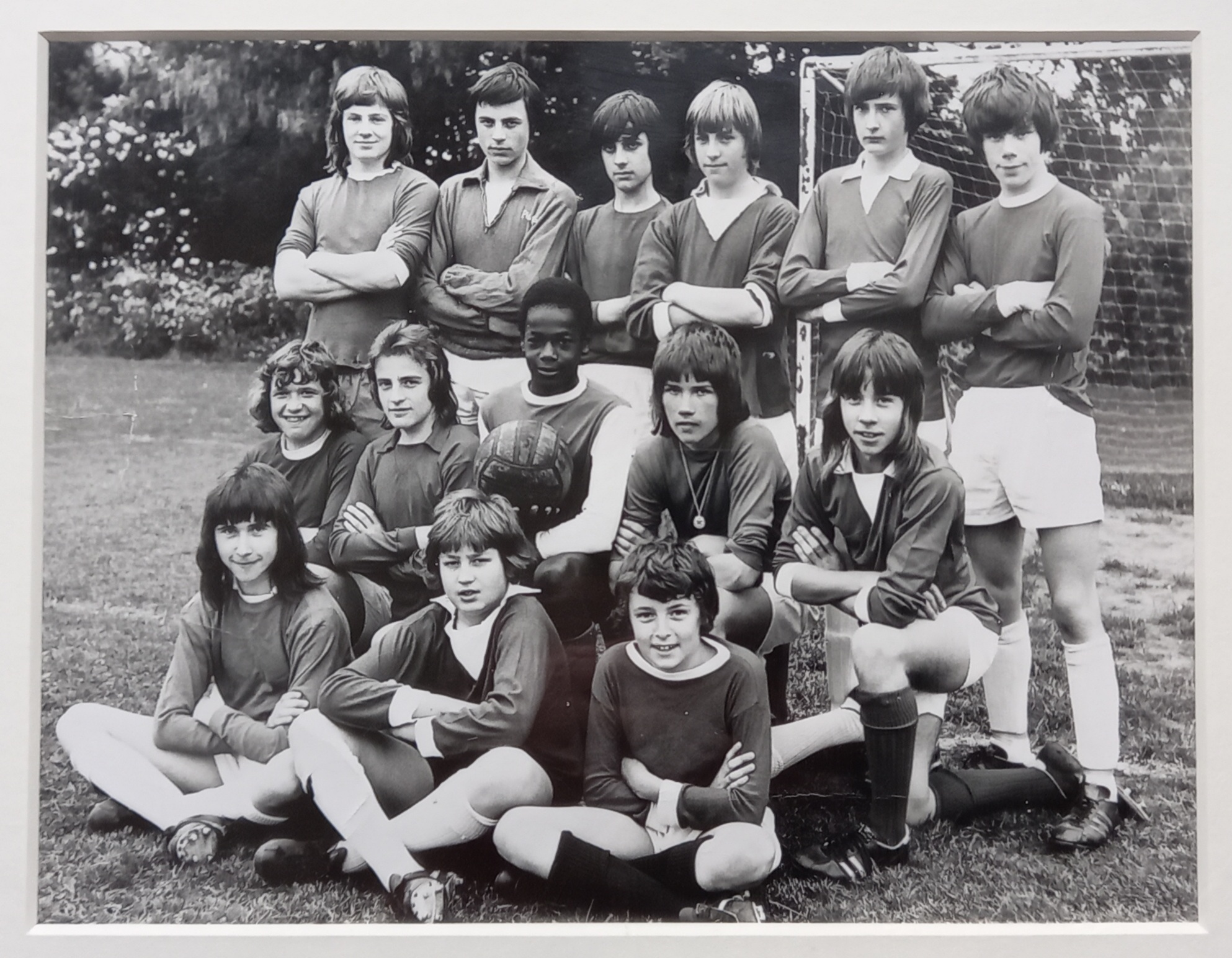
Justin Fashanu con la squadra scolastica nel 1974

Figlio di un avvocato nigeriano, quando i suoi genitori divorziarono fu mandato, assieme al fratello minore John, che divenne anch'egli un importante calciatore britannico, nella casa-alloggio Dr Barnardo's Home. Dall'età di sei anni fu allevato, assieme al fratello, da Alf e Betty Jackson ad Attleborough (Norfolk).
Justin fece il suo esordio nel calcio professionistico con il Norwich City nel 1979. Divenne il primo giocatore di colore britannico valutato un milione di sterline, quando si trasferì nel 1981 al Nottingham Forest di Brian Clough.

### Il primo calciatore gay "dichiarato"
A un certo punto l'ascesa di Justin Fashanu ebbe bruscamente termine, anche se ebbe brevi contatti con squadre quali Manchester City e Newcastle United, a causa di un infortunio al ginocchio e dei contrasti con Brian Clough.
Giravano voci che Justin Fashanu frequentasse gay bar e locali notturni gay. Clough ne era disturbato e lo chiamò «un fottuto finocchio». Nella sua autobiografia ricorda una reprimenda che diede a Fashanu:
'A baker's, I suppose.'

'Where do you go if you want a leg of lamb?'

'A butcher's.'

'So why do you keep going to that bloody poofs' club?'»
"Da un fornaio, immagino."

"Dove vai se vuoi un cosciotto d'agnello?"

"Da un macellaio."

"Allora perché continui ad andare in quei cazzo di locali per froci?"»
Infine, nel 1990 Fashanu divenne il primo giocatore professionista e inglese a dichiararsi pubblicamente gay. La decisione fu accolta con ostilità, sia dal mondo sportivo sia dalla comunità nera britannica, che riteneva di essere stata coperta di vergogna, al punto che un settimanale giudicò l'annuncio «un affronto alla comunità nera... un danno d'immagine... patetico e imperdonabile».
Lo stesso fratello John lo rinnegò pubblicamente e le reazioni ebbero un effetto devastante su Fashanu, che confessò di sentirsi «solo e disperato». Il suo rendimento sportivo calò ulteriormente, in quella che sembrava una spirale discendente senza fine. Alla ricerca di un ingaggio, Fashanu cambiò continente e nell'autunno del 1995 giocò per breve tempo negli Atlanta Ruckus, nelle serie minori statunitensi. Fu sospeso per i playoff per non aver rispettato i termini del contratto. Dopo il ritiro dall'attività agonistica, si spostò a Ellicot City per allenare i Maryland Mania Club, una nuova squadra professionistica.

### Le accuse e il suicidio
Nel 1998 un diciassettenne di Ashton Woods (Maryland) dichiarò alla polizia che il 25 marzo si era svegliato nel letto di Justin Fashanu, dopo una serata passata a bere alcolici e a fumare marijuana assieme, accusandolo di averlo narcotizzato per poterlo violentare mentre era incosciente, aggiungendo che nel momento in cui si era svegliato Fashanu stava praticando il coito orale su di lui.
Il ragazzo ammise comunque di essere andato di sua spontanea volontà a casa di Fashanu, dopo averlo accompagnato in giro per la città sulla macchina dello sportivo, e un barista testimoniò di avere venduto loro della birra. Justin Fashanu fu interrogato dalla polizia il 26 marzo, ma, poiché offrì la massima collaborazione, dopo l'interrogatorio non fu ritenuto necessario il carcere preventivo.
Quando, però, il 3 aprile gli investigatori tornarono per prelevare i campioni biologici di Fashanu, necessari per il test del DNA, e per perquisire l'appartamento, lo trovarono vuoto, abbandonato dal giorno successivo all'interrogatorio. Fashanu era tornato in gran fretta in Inghilterra, dove sarebbe rimasto per le due settimane seguenti sotto falso nome, cercando, senza successo, di contattare amici ed ex agenti per organizzare una difesa. Ma era ormai diventato un "paria" e non riuscì a trovare il sostegno che cercava.
Infine, la mattina del 3 maggio 1998 il corpo di Fashanu fu trovato, impiccato, in un garage del quale aveva forzato l'ingresso la notte prima, a Shoreditch, Londra. Poco prima Fashanu era stato visto in una sauna gay della zona. Nel suo biglietto d'addio scrisse che sentiva che sarebbe stato ingiustamente giudicato colpevole di aver abusato del ragazzo:
La sua morte mise fine al procedimento penale. Gli esami tossicologici, indispensabili per verificare o confutare l'accusa di avere narcotizzato il giovane, per negligenza non furono mai eseguiti dagli inquirenti. A quanto risultò da un'inchiesta inglese del 1998, su Fashanu non pendeva alcun mandato di cattura e la polizia del Maryland aveva lasciato cadere le accuse per mancanza di prove. Peraltro, nel 1998 nel Maryland era ancora in vigore una legge "anti-sodomia", successivamente dichiarata incostituzionale dalla Corte suprema, che dichiarava punibile col carcere anche il rapporto orale, non solo fra persone dello stesso sesso, ma pure tra marito e moglie, e anche in assenza di stupro.

## Il lascito
Fashanu è stato elencato al 99º posto nella classifica dei Top 500 tra gli eroi gay e lesbiche su The Pink Paper del 26 settembre 1997, numero 500 (pag. 15).